# Hyperolius nitidulus
Hyperolius nitidulus és una espècie de granota de la família dels hiperòlids que viu a Benín, Burkina Faso, Camerun, República Centreafricana, Costa d'Ivori, Gàmbia, Ghana, Guinea, Mali, Nigèria, Senegal, Sierra Leona i, possiblement també, al Txad, República Democràtica del Congo, Guinea Bissau, Libèria, Mauritània, Níger i Togo.
Està amenaçada d'extinció per la pèrdua del seu hàbitat natural.